# 앗카르스크

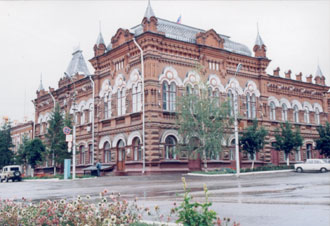

앗카르스크(러시아어: Атка́рск)는 사라토프 주 앗카르스키 군에 속한 도시이다.
인구는 2만8,900명(2001년)이고, 면적은 10,54 km²이다.
메드베디차 강(돈강의 지류)으로 앗카라 강이 흘러 들어옥, 남서쪽으로 92km지점에 사라토프가 위치해 있다.
아스트라한 — 사라토프 — 모스크바연결 지점에 위치해 있다.

## 역사
앗카르스크가 위치하고 있던 지점은 1358년에는 원래 마을이 위치하고 있던 지점이었다.

## 앗카르스크의 유명인
- 블라디미르 안토노프(Владимир Семёнович Антонов)
- 레오니드 그로셰프(Леонид Петрович Грошев)
- 보리스 안드레예프(Борис Андреев) - 소비에트 연방의 미술가
- A.P 부브노프(Александр Павлович Бубнов)
- 레프 구밀레프스키(Лев Иванович Гумилевский)
- 표트르 오레신(Пётр Васильевич Орешин) - 러시아의 시인 (1887년 - 1938년)
- 그리고리 민흐(Григорий Николаевич Минх) - 의사(1836년 - 1896년)
- 블라디미르 베즈보코프(Владимир Михайлович Безбоков)
- 니콜라이 라츠코프(Николай Сергеевич Лацков)